# Le Testament du père
 (décembre 2016).
Si vous disposez d'ouvrages ou d'articles de référence ou si vous connaissez des sites web de qualité traitant du thème abordé ici, merci de compléter l'article en donnant les références utiles à sa vérifiabilité et en les liant à la section « Notes et références ».
Pour plus de détails, voir Fiche technique et Distribution.
Le Testament du père (en kirghize : Атанын керээзи, Atanyn kerèèzi) est un film dramatique kirghize réalisé par Bakyt Mukul et Dastan Zhapar Uulu, sorti en 2016. 
C’est un premier long métrage tourné dans le studio Elfilm Studio, coproduit par le studio national Kyrgyzfilm, d’après T. Okeev, avec le financement du Département cinéma du Ministère de la culture, du tourisme et de l’information de la République kirghize. Le film évoque les problèmes liés à la migration, non seulement celle du peuple kirghize mais aussi celle que l'on peut constater dans la société moderne.
La première mondiale de ce film a eu lieu le 31 août 2016 lors du 40e Festival des films du monde de Montréal, où le film a concouru dans la catégorie premier long métrage de fiction en obtenant le « Zénith d'or » du meilleur film débutant. Ce prix est une première récompense en or du festival de cinéma de classe « A » dans l’histoire de la cinématographie kirghize[réf. nécessaire]. En même temps, c’est un premier et aussi unique « Zénith d’Or » parmi les pays de l’ex-Union soviétique[réf. nécessaire].

## Synopsis
Un jeune homme, Azat, vit depuis quinze ans aux États-Unis, où il a immigré, et où son père Mourat est mort l'année précédente, en laissant à son fils son ultime volonté, payer les dettes qu'il a laissé en Kirghizie, dans son village. En y arrivant, Azat découvre que la maison familiale est abandonnée, et que le frère cadet de Mourat, Tchoro, a quitté le village depuis bien longtemps, ainsi que tous leurs proches. Malgré le mauvais accueil des villageois, Azat commence à réparer sa maison abandonnée et à payer les dettes de son père. Mais un jour, Tchoro, qui avait été emprisonné à cause de Mourat, réapparait. Cette rencontre amène à résoudre la question essentielle liée au testament du père d'Azat.

## Fiche technique
- Titre original : Атанын керээзи (Atanyn kerèèzi)
- Titre francophone : Le Testament du père
- Réalisation : Bakyt Mukul et Dastan Zhapar uulu, assistés de Tursun Usenov
- Scénario : Dastan Zhapar uulu, Bakyt Mukul
- Décors : Urmat Osmoyev
- Costumes : Urmat Osmoev
- Photographie : Akjol Bekbolotov
- Photographie : Zhandos Zholdochov
- Montage : Aktan Ryskeldiev
- Son : Nurlan Razakulov, Nurlan Kamtchybekov
- Effets spéciaux : Kerimbek Omurkodjoev
- Maquillage – Burul Asylbekova
- Producteurs : Gulmira Kerimova, Ermek Mukul, Talantbek Tolobekov
  - Producteur exécutif : Zeine Kasmankulova, Ainagul Tokabaeva, Tchinara Kamtchybekova
  - Producteur associé : Brett Syson, Nika Zholdocheva
- Société de production : Elfilm Studio
- Pays :  Kirghizistan
- Genre : Film dramatique
- Durée : 112 minutes (1 h 52)
- Dates de sortie :
  -  Canada : 31 août 2016 (40e Festival des films du monde de Montréal)

## Distribution
- Iman Mukul : Azat
- Marat Alyshpaev : Bek
- Taalai Kasymaliev : Kasen
- Bakyt Mukul : Tchoro
- Tynar Abdrazaeva : Aisalkyn
- Diana Sadyrbekova : Aiperi
- Amantur Abdysalam Uulu : Zhoki
- Umsunai Imankulova : Aisuluu
- Rahat Aksultanova : Aliya
- Tabyldy Aktanov : l'imam de la mosquée
- Nurbek Musaev : Uran
- Tenizbek Abylov : l'électricien
- Zarylbek Aliev : un villageois
- Bakyt Alymov : un villageois
- Dilshad Abdyjaparova
- Ayana Kaparbekova
- Tologon Bukabaev
- Jazgul Chyngysheva